# Encino (Nuovo Messico)
Encino è un villaggio degli Stati Uniti d'America, situato nello stato del Nuovo Messico, nella contea di Torrance.